# Orło (gromada)
Orło – dawna gromada, czyli najmniejsza jednostka podziału terytorialnego Polskiej Rzeczypospolitej Ludowej w latach 1954–1972.
Gromady, z gromadzkimi radami narodowymi (GRN) jako organami władzy najniższego stopnia na wsi, funkcjonowały od reformy reorganizującej administrację wiejską przeprowadzonej jesienią 1954 do momentu ich zniesienia z dniem 1 stycznia 1973, tym samym wypierając organizację gminną w latach 1954–1972.
Gromadę Orło z siedzibą GRN w Orle utworzono – jako jedną z 8759 gromad na obszarze Polski – w powiecie ostrowskim w woj. warszawskim, na mocy uchwały nr VI/10/11/54 WRN w Warszawie z dnia 5 października 1954. W skład jednostki weszły obszary dotychczasowych gromad Błędnica, Daniłówka II, Kaczkowo Nowe, Kaczkowo Stare, Niegowiec, Orło i Żachy-Pawły ze zniesionej gminy Orło w tymże powiecie. Dla gromady ustalono 18 członków gromadzkiej rady narodowej.
31 grudnia 1959 do gromady Orło przyłączono obszary zniesionych gromad: Daniłowo (bez wsi Gaczkowo, Kańkowo-Piecki, Złotoria Nowa i Złotoria Stara) i Biel (bez wsi Ugniewo i Kuskowizna) w tymże powiecie.
Gromada przetrwała do końca 1972 roku, czyli do kolejnej reformy gminnej.